# Golīl
Golīl är en ort i Iran.   Den ligger i provinsen Kermanshah, i den västra delen av landet, 400 km sydväst om huvudstaden Teheran. Golīl ligger 1 369 meter över havet och antalet invånare är 210.
Terrängen runt Golīl är huvudsakligen kuperad, men österut är den bergig. Runt Golīl är det ganska tätbefolkat, med 52 invånare per kvadratkilometer. Närmaste större samhälle är Ashbākh, 17,7 km nordväst om Golīl. Omgivningarna runt Golīl är i huvudsak ett öppet busklandskap.